# Акаршур
Акаршу́р (рос. Акаршур) — присілок в Можгинському районі Удмуртії, Росія.
Урбаноніми:
- вулиці — Коновалова, Польова, Праці
- провулки — Джерельний

## Населення
Населення — 86 осіб (2010; 115 в 2002).
Національний склад станом на 2002 рік:
- удмурти — 90 %